# لیگ برتر فوتبال انگلستان ۹۳–۱۹۹۲
لیگ برتر انگلستان ۹۳–۱۹۹۲ اولین دوره لیگ برتر فوتبال انگلستان است که با حضور ۲۲ تیم از ۱۵ آگوست ۱۹۹۲ تا ۱۱ مه ۱۹۹۳ برگزار شده است.
باشگاه فوتبال منچستر یونایتد ۸۴ امتیاز، باشگاه فوتبال استون ویلا با ۷۴ امتیاز و باشگاه فوتبال نورویچ سیتی با ۷۲ امتیاز مقام‌های اول تا سوم را کسب کردند.

## جدول مسابقات
| رتبه | تیم                               | بازی | برد | مساوی | باخت | گل زده | گل خورده | گل تفاضل | امتیاز | صعود یا سقوط                                       |
| ---- | --------------------------------- | ---- | --- | ----- | ---- | ------ | -------- | -------- | ------ | -------------------------------------------------- |
| ۱    | باشگاه فوتبال منچستر یونایتد (C)  | ۴۲   | ۲۴  | ۱۲    | ۶    | ۶۷     | ۳۱       | ۳۶+      | ۸۴     | Qualification for the Champions League first round |
| ۲    | باشگاه فوتبال استون ویلا          | ۴۲   | ۲۱  | ۱۱    | ۱۰   | ۵۷     | ۴۰       | ۱۷+      | ۷۴     | Qualification for the UEFA Cup first round         |
| ۳    | باشگاه فوتبال نوریچ سیتی          | ۴۲   | ۲۱  | ۹     | ۱۲   | ۶۱     | ۶۵       | ۴−       | ۷۲     | Qualification for the UEFA Cup first round         |
| ۴    | باشگاه فوتبال بلکبرن روورز        | ۴۲   | ۲۰  | ۱۱    | ۱۱   | ۶۸     | ۴۶       | ۲۲+      | ۷۱     |                                                    |
| ۵    | باشگاه فوتبال کویینز پارک رنجرز   | ۴۲   | ۱۷  | ۱۲    | ۱۳   | ۶۳     | ۵۵       | ۸+       | ۶۳     |                                                    |
| ۶    | باشگاه فوتبال لیورپول             | ۴۲   | ۱۶  | ۱۱    | ۱۵   | ۶۲     | ۵۵       | ۷+       | ۵۹     |                                                    |
| ۷    | باشگاه فوتبال شفیلد ونزدی         | ۴۲   | ۱۵  | ۱۴    | ۱۳   | ۵۵     | ۵۱       | ۴+       | ۵۹     |                                                    |
| ۸    | باشگاه فوتبال تاتنهام هاتسپر      | ۴۲   | ۱۶  | ۱۱    | ۱۵   | ۶۰     | ۶۶       | ۶−       | ۵۹     |                                                    |
| ۹    | باشگاه فوتبال منچستر سیتی         | ۴۲   | ۱۵  | ۱۲    | ۱۵   | ۵۶     | ۵۱       | ۵+       | ۵۷     |                                                    |
| ۱۰   | باشگاه فوتبال آرسنال              | ۴۲   | ۱۵  | ۱۱    | ۱۶   | ۴۰     | ۳۸       | ۲+       | ۵۶     | Qualification for the Cup Winners' Cup first round |
| ۱۱   | باشگاه فوتبال چلسی                | ۴۲   | ۱۴  | ۱۴    | ۱۴   | ۵۱     | ۵۴       | ۳−       | ۵۶     |                                                    |
| ۱۲   | باشگاه فوتبال ویمبلدون            | ۴۲   | ۱۴  | ۱۲    | ۱۶   | ۵۶     | ۵۵       | ۱+       | ۵۴     |                                                    |
| ۱۳   | باشگاه فوتبال اورتون              | ۴۲   | ۱۵  | ۸     | ۱۹   | ۵۳     | ۵۵       | ۲−       | ۵۳     |                                                    |
| ۱۴   | باشگاه فوتبال شفیلد یونایتد       | ۴۲   | ۱۴  | ۱۰    | ۱۸   | ۵۴     | ۵۳       | ۱+       | ۵۲     |                                                    |
| ۱۵   | باشگاه فوتبال کاونتری سیتی        | ۴۲   | ۱۳  | ۱۳    | ۱۶   | ۵۲     | ۵۷       | ۵−       | ۵۲     |                                                    |
| ۱۶   | باشگاه فوتبال ایپسویچ تاون        | ۴۲   | ۱۲  | ۱۶    | ۱۴   | ۵۰     | ۵۵       | ۵−       | ۵۲     |                                                    |
| ۱۷   | باشگاه فوتبال لیدز یونایتد        | ۴۲   | ۱۲  | ۱۵    | ۱۵   | ۵۷     | ۶۲       | ۵−       | ۵۱     |                                                    |
| ۱۸   | باشگاه فوتبال ساوت‌همپتون          | ۴۲   | ۱۳  | ۱۱    | ۱۸   | ۵۴     | ۶۱       | ۷−       | ۵۰     |                                                    |
| ۱۹   | باشگاه فوتبال اولدهام اتلتیک      | ۴۲   | ۱۳  | ۱۰    | ۱۹   | ۶۳     | ۷۴       | ۱۱−      | ۴۹     |                                                    |
| ۲۰   | باشگاه فوتبال کریستال پالاس (R)   | ۴۲   | ۱۱  | ۱۶    | ۱۵   | ۴۸     | ۶۱       | ۱۳−      | ۴۹     | Relegation to the Football League First Division   |
| ۲۱   | باشگاه فوتبال میدلزبرو (R)        | ۴۲   | ۱۱  | ۱۱    | ۲۰   | ۵۴     | ۷۵       | ۲۱−      | ۴۴     | Relegation to the Football League First Division   |
| ۲۲   | باشگاه فوتبال ناتینگهام فارست (R) | ۴۲   | ۱۰  | ۱۰    | ۲۲   | ۴۱     | ۶۲       | ۲۱−      | ۴۰     | Relegation to the Football League First Division   |

1. ↑  Since Arsenal qualified for UEFA Cup as فینال جام اتحادیه فوتبال انگلستان ۱۹۹۳, the UEFA Cup berth reverted to the league and was awarded to Norwich City. England was considered for an extra slot for the UEFA Cup after the 1993 Polish football scandal, but another one was given to Scotland, and it seemed excessive to give both two slots to Great Britain, and the extra place was reverted to Hungary.
2. ↑  Arsenal qualified by فینال جام حذفی فوتبال انگلستان ۱۹۹۳ the FA Cup, thus defaulted their UEFA Cup spot.

## بهترین گلزنان

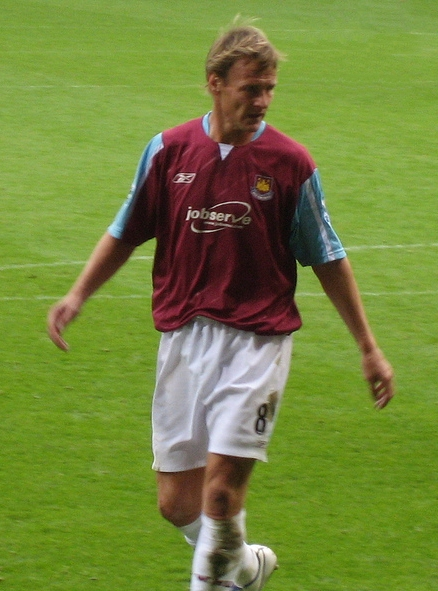
تدی شرینگهام

| رتبه | بازیکن         | باشگاه                         | گل |
| ---- | -------------- | ------------------------------ | -- |
| ۱    | تدی شرینگهام   | ناتینگهام فارست تاتنهام هاتسپر | ۲۲ |
| ۲    | لس فردیناند    | کویینز پارک رنجرز              | ۲۰ |
| ۳    | دین هولدوورث   | ویمبلدون                       | ۱۹ |
| ۴    | میکی کویین     | کاونتری سیتی                   | ۱۷ |
| ۵    | آلن شیرر       | بلکبرن راورز                   | ۱۶ |
| ۵    | دیوید ویث      | منچستر سیتی                    | ۱۶ |
| ۷    | کریس آرمسترانگ | کریستال پالاس                  | ۱۵ |
| ۷    | اریک کانتونا   | لیدز یونایتد منچستر یونایتد    | ۱۵ |
| ۷    | برایان دین     | شفیلد یونایتد                  | ۱۵ |
| ۷    | مارک هیوز      | منچستر یونایتد                 | ۱۵ |
| ۷    | متیو لو تیسیه  | ساوت‌همپتون                     | ۱۵ |
| ۷    | مارک روبینز    | نورویچ سیتی                    | ۱۵ |
| ۷    | پل ویلکینسون   | میدلزبورو                      | ۱۵ |
| ۷    | یان رایت       | آرسنال                         | ۱۵ |